# سیارک ۱۷۵۹۷
سیارک ۱۷۵۹۷ (به انگلیسی: 17597 Stefanzweig، نامگذاری:1995EK8) هفده هزار و پانصد و نود و هفتمین سیارک کشف شده‌است که در ۴ مارس ۱۹۹۵ کشف شد.
قدر مطلق سیارک برابر ۱۵٫۴۰ است.